# Експеримент
Експеримент (от латински: experimentum) е изследване на дадени явления чрез възпроизвеждането им при точно определени условия или чрез целенасочено въздействие върху тяхното протичане. Бива естествен (полеви) и лабораторен. Експериментирането се прилага в множество научни области, сред които някои природни и социални науки, в това число физиката, медицината, психологията. Негова основа може да бъде моделирането. Думата е синоним на понятието опит.
„Експериментът“ по принцип е невъзможно да бъде категоризиран с етикети като „успех“ и „провал“. Всеки експеримент води до резултати, които обогатяват създателя му с нови знания и умения, а те сами по себе си са плодородна почва за надграждане на мирогледа.
Приема се, че експериментите водят до каузални (причинно-следствени) заключения, защото при един променлив фактор, предполаган като причина на изследваното явление, другите фактори, оказващи реално или предполагаемо влияние, се поддържат постоянни. Следователно може да се каже, че какъвто и ефект да се получава в такива случаи, той е бил причинен от променливия фактор.

## Видове експерименти

### Контролиран експеримент
Контролираните експерименти намират широко приложение в много области на науката. Използват се с цел да се установи влияние или връзка между две или повече (до четири) променливи. Изследователят задава измененията на едната променлива и отчита настъпилите промени във втората (останалите). Към контролираните експерименти се отнасят и тези от типа „Преди – след“. Състоянието на наблюдаваната променлива се отчита не веднъж, а два или повече пъти в хода на експеримента. Прилагат се и контролирани експерименти с контролни условия, при които настъпилите по време на експеримента изменения се съпоставят не със собственото си изходно положение, а с тези на контрола.

### Полеви експеримент
Полевите експерименти са наречени така с цел да се направи разграничение с лабораторните експерименти. Често това се използва в социалните науки, специфично в икономическия анализ, полевите експерименти имат преимуществото, че техните резултати се наблюдават в естествени условия, а не в изкуствена лабораторна среда.